# نويل سيغرس
نويل سيغرس هو دراج بلجيكي، ولد في 21 ديسمبر 1959 في Ninove ‏ في بلجيكا.

## وصلات خارجية
- نويل سيغرس على موقع أرشيف الدراجات (الإنجليزية)
- نويل سيغرس على موقع إحصائيات الدراجات الإحترافية (الإنجليزية)